# 郭宗皐
郭宗皐（1499年—1588年），字君弼，號似菴，山東登州府福山縣（今山東省煙台市福山區）軍籍，江西吉安府萬安縣人，明朝政治人物，嘉靖己丑進士，官至南京兵部尚書。

## 生平
嘉靖七年（1528年）戊子科山東鄉試第十名舉人，嘉靖八年（1529年）聯捷己丑科二甲第二十名進士。選翰林院庶吉士，改刑部主事。升監察御史。嘉靖十二年（1533年），大同兵變，郭宗皐上諫言世宗“惇崇寬厚，察納忠言，勿專以嚴明為治”而招致世宗大怒，下詔獄，杖四十釋放。巡按蘇、松、順天等地。
升山西雁門道兵備副使，轉陝西參政，遷大理寺少卿。嘉靖二十年，蒙古入侵萬全右衛，抵達廣昌。順天巡撫朱方下獄，朝廷舉薦郭宗皐為右僉都御史、擔任順天巡撫。因聽聞蒙古騎兵四十萬欲分道入，奏調京營、山東、河南兵為援。經考察為虛報，因此奪俸一年。改任大同巡撫，與宣府巡撫李仁易鎮。升兵部右侍郎，總督宣、大、山西軍務。
俺答汗率領三萬騎兵進攻萬全左衛，總兵官陳鳳、副總兵林椿與其在鷂兒嶺大戰，雙方殺傷相當，郭宗皐連坐奪俸。次年俺答汗再次進犯大同，總兵官張達及林椿皆戰死，郭宗皐與大同巡撫陳燿連坐奪俸。給事中唐禹追論死事狀，稱全軍陣亡，此為數十年沒有的戰敗之績。世宗大怒，逮捕郭宗皐、陳燿，各施杖一百，陳燿被杖死，郭宗皐戍陝西靖虜衛。
隆慶元年，郭宗皐獲得起用任刑部右侍郎，改兵部右侍郎，協理戎政。不久升南京右都御史，就改南京兵部尚書，參贊機務。給事中莊國禎彈劾其年老平庸，郭宗皐亦自以年老求去，明穆宗下詔批准。萬曆年間，仍然每年給予廩隸。萬曆十六年去世。贈太子太保，諡康介。

## 家族
曾祖郭榮，義官。祖父郭亨，邯郸县丞。父郭天錫，举人，官知州、刑部郎中。母于氏，封淑人。重庆下。弟宗伊、宗傅、宗周、宗夔、宗稷。

## 延伸阅读
[在维基数据编辑]
 《國朝獻徵錄·卷之四十二》，出自焦竑《國朝獻徵錄》
 《明史卷二百》，出自《明史》

| 官衔        | 官衔                                                       | 官衔        |
| ----------- | ---------------------------------------------------------- | ----------- |
| 前任： 詹榮 | 明朝大同巡抚 嘉靖二十七年十一月乙亥 - 嘉靖二十八年二月癸亥 | 繼任： 李仁 |
| 前任： 李仁 | 明朝宣府巡抚 嘉靖二十八年二月癸亥 - 嘉靖二十八年五月戊寅   | 繼任： 李良 |